# بطولة آسيا لكرة الطائرة للرجال 1991
أقيمت بطولة آسيا لكرة الطائرة للرجال 1991 في نسختها السادسة في بيرث في أستراليا في الفترة من 11 إلى 16 أغسطس, 1991.

## المرحلة النهائية

### تحديد البطل
| التاريخ  |         | النتيجة |                | الشوط 1 | الشوط 2 | الشوط 3 | الشوط 4 | الشوط 5 | المجموع |
| -------- | ------- | ------- | -------------- | ------- | ------- | ------- | ------- | ------- | ------- |
| 16 أغسطس | الصين   | 3–0     | أستراليا       | 15–11   | 15–2    | 15–9    |         |         | 45–22   |
| 16 أغسطس | اليابان | 3–2     | كوريا الجنوبية | 10–15   | 16–14   | 15–13   | 10–15   | 15–8    | 66–65   |

## الترتيب النهائي
| المركز | المنتخب                  |
| ------ | ------------------------ |
| الأول  | اليابان                  |
| الثاني | كوريا الجنوبية           |
| الثالث | الصين                    |
| 4      | أستراليا                 |
| 5      | تايبيه الصينية           |
| 6      | إندونيسيا                |
| 7      | إيران                    |
| 8      | باكستان                  |
| 9      | تايلاند                  |
| 10     | الهند                    |
| 11     | كوريا الشمالية           |
| 12     | نيوزيلندا                |
| 13     | السعودية                 |
| 14     | الإمارات العربية المتحدة |
| 15     | Western Samoa            |

| بطولة آسيا لكرة الطائرة للرجال 1991 |
| ----------------------------------- |
| · اليابان · للمرة الرابعة           |